# 赛滕施泰滕
赛滕施泰滕是奥地利下奥地利州阿姆施泰滕县的一个市镇。总面积30.48平方公里，总人口3172人，人口密度104.1人/平方公里（2005年）。